# 哈尔滨理工大学荣成校区
哈尔滨理工大学荣成校区是中国高等院校哈尔滨理工大学在山东省荣成设立的一个校区。2006年由荣成市政府与哈理工大学合作组建，并于2008年开始正式招生。荣成校区现阶段为本科办学层次，且所有专业均为本科招生

## 专业设置

### 本科专业
荣成校区在黑龙江、山东两省外省份招生分数平均在一本线以上，部分专业招生平均分数超出一本线数十分，在山东招生平均分数略低于一本线，荣成校区每年有二十左右保研名额，近年来，有多人保入浙大、华中科技大学、哈工大、大连理工、山大、重庆大学等重点工科强校。
1. 商务英语
2. 日语
3. 俄语
4. 朝鲜语
5. 市场营销
6. 国际经济与贸易
7. 建筑工程
8. 材料成型与控制工程
9. 机械设计制造及其自动化
10. 机械电子工程
11. 电气工程及其自动化
12. 自动化
13. 艺术设计
14. 软件工程
15. 会计
16. 工商管理
17. 旅游管理

### 专科专业
1. 哈理工荣成校区已经取消专科层次办学，现阶段全部为本科层次办学。